# Vaszilij Alekszandrovics Arhipov
Vaszilij Alekszandrovics Arhipov (oroszul: Василий Александрович Архипов; Zvorkovo, 1926. január 30. – Kupavna, 1998. augusztus 19.) szovjet tengerésztiszt. A kubai rakétaválság idején, 1962-ben megakadályozta egy nukleáris harci résszel ellátott torpedó indítását és ezzel egy nukleáris háború kitörését. Thomas Blanton, a Hidegháború-történeti Kutatóközpont igazgatója 2002-ben kijelentette: Ez a fickó, akit Vaszilij Alekszandrovics Arhipov néven ismerünk, megmentette a Földet.

## Életútja

### Ifjúsága
Arhipov földműves családban született Zvorkovo faluban Moszkva közelében, a Moszkvai terület Kurovszkojei járásában. 1942-ben beiratkozott a Leningrádi Haditengerészeti Speciális Iskola 10. osztályába. Az iskolát a háború miatt 1942-ben a Távol-Keletre, az Omszki területre evakuálták. Arhipov 1942 decemberétől a vlagyivosztoki Csendes-óceáni Haditengerészeti Főiskola előkészítő tanfolyamán folytatta tanulmányait. 1945-ben végezte el a főiskolát. Utána, 1945 augusztusától részt vett a japánok elleni harcokban, egy aknakereső hajón szolgált tiszti beosztásban. A háború után a főiskola évfolyamával együtt a bakui Kaszpi-tengeri Haditengerészeti Főiskolán folytatta tanulmányait, melyet 1947-ben fejezett be.

### Katonai pályája

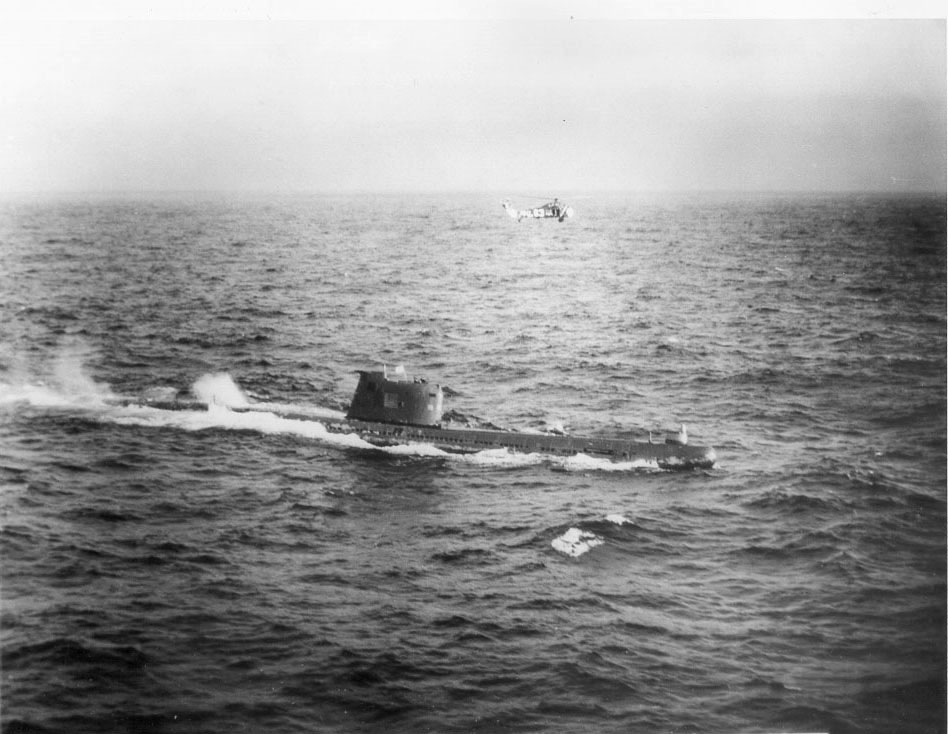
A felszínre kényszerített B–59 tengeralattjáró a Karib-tengeren 1962 októbere végén

Különböző tiszti beosztásokban szolgált tengeralattjárókon a Fekete-tengeren, az Északi és a Balti Flottánál.

#### Józan parancsnok
Fontos tette, hogy amikor 1962-ben, a B–59 szovjet atomtengeralattjáró parancsnoka Kuba mellett ki akart lőni egy nukleáris torpedót az amerikai partra, akkor ő, a 3. parancsnok győzte meg két társát, hogy ne tegyék meg, elkerülve ezzel a 3. világháborút. Ez az ember megmentette a világot.

## Díjak és kitüntetések
A B-59-es fedélzetén tett fellépésének elismeréseként Arhipov elsőként kapta meg "Az Élet Jövője" díjat, melyet 2017-ben posztumusz adtak át a családjának. A Life of the Future Institute által alapított díj olyan kivételes lépést, vagy intézkedést ismer el, amelyet gyakran a személyes kockázat ellenére és nyilvánvaló jutalom nélkül végeznek az emberiség közös jövőjének megőrzése érdekében.

## Fordítás
Ez a szócikk részben vagy egészben  a   Vasili Arkhipov című angol Wikipédia-szócikk ezen változatának fordításán alapul.  Az eredeti cikk szerkesztőit annak laptörténete sorolja fel. Ez a jelzés csupán a megfogalmazás eredetét és a szerzői jogokat jelzi, nem szolgál a cikkben szereplő információk forrásmegjelöléseként.